# Anomis gymnopus
Anomis gymnopus là một loài bướm đêm trong họ Erebidae.